# 北村來嶺彩
北村來嶺彩（きたむら くれあ)。2003年7月24日。A型。日本の歌手。滋賀県出身。主に東京を中心に活動する。TikTokフォロワーは20万人を誇る。
4歳からavex artist academy 大阪校に10年7ヵ月通う。
2018年10月28日をもって離れる。
2019年5月14日 にライジングプロダクション所属。
2024年3月31日をもって離れる。
10歳から作詞作曲を始め、13歳で初主催LIVEを開催した後、14歳の誕生日前に初となるワンマンライブを成功させる。
数々のテレビ番組に出演し、歌うまキッズとして一躍有名になった。
2023年5月15日に自身がGt/Voを務めるバンドPetale-ペタル-を結成。
2023年7月22日にPetale初披露初ワンマンライブを成功させる。
2024年7月24日にPetaleが解散。
現在はシンガーソングライターとして幅広く活動している。

## Discography
|        | 曲名                 |
| ------ | -------------------- |
| 第1弾  | loveソング           |
| 第2弾  | butterfly            |
| 第3弾  | your star            |
| 第4弾  | I do not know it     |
| 第5弾  | welcome              |
| 第6弾  | それでもいいんだ     |
| 第7弾  | seems to good-bye    |
| 第8弾  | ウラハラ             |
| 第9弾  | 名無し星             |
| 第10弾 | アオハル             |
| 第11弾 | 窒息                 |
| 第12弾 | 遥か彼方             |
| 第13弾 | Don't give up!!      |
| 第14弾 | 夜に咲け             |
| 第15弾 | 愛しい貴方へのご提案 |
| 第16弾 | 赤い糸               |
| 第17弾 | バッテリー           |

## Media

### テレビ
- PON! (2014年1月13日 日本テレビ)
- 関ジャニの仕分け∞(テレビ朝日)
- 関ジャニ∞のTheモーツァルト 音楽王No.1決定戦(2015年9月25日 テレビ朝日)
- 全日本歌唱力選手権 歌唱王2016(2016年12月12日 日本テレビ)
- 〜夢のオーディションバラエティー〜Dreamer Z

### ラジオ
- charge!内『北村來嶺彩のぐだぐだ上等』(2014年12月1日 - エフエム滋賀)

### ネット配信
- 今日好き部文化祭プロジェクト

### イベント
- MUSIC BUSKER IN UMEKITA
- a-nation2018
- KOBE COLLECTION 2018 A/W